# Roman Wolko
Roman Georg Maria Wolko (* 1. Juli 1985 in München) ist ein deutscher Synchronsprecher, Dialogbuchautor und Dialogregisseur.

## Leben
Schon in seiner frühen Kindheit entwickelte er eine große Leidenschaft für das Medium Stimme und Schauspiel. So war er bereits im Alter von 6 Jahren für den Bayerischen Rundfunk tätig und entdeckte mit 8 Jahren sein Interesse an der Synchronisation, das er schnell zu seiner Profession machte.
Seit 1994 ist er Sprecher von Synchronisationen, Dokumentationen, PC/Konsolen-Spielen, Hörspielen, sowie Station-Voice-Vertonungen. Seit 2008 ist er außerdem Dialogbuchautor und Dialogregisseur für Synchronproduktionen und Dokumentationen.
Er ist der Bruder von Johannes Wolko.

## Synchronisationen (Auswahl)
Miles Teller
- 2011: Footloose … als Willard
- 2013: 21 & Over … als Miller
- 2014: Die Bestimmung – Divergent … als Peter
- 2014: Für immer Single? … als Daniel
- 2014: Two Night Stand … als Alec
- 2015: Whiplash … als Andrew Neimann
- 2015: Die Bestimmung – Insurgent … als Peter
- 2015: Fantastic Four … als Reed Richards / Mr. Fantastisch
- 2016: Die Bestimmung – Allegiant … als Peter
- 2016: War Dogs … als David Packouz
- 2022: Top Gun: Maverick … als Rooster

Kevin Jonas
- 2008: Camp Rock … als Jason
- 2009: Jonas L.A. … als Kevin Lucas
- 2010: Camp Rock 2: The Final Jam … als Jason

Michael Welch
- 2008: Twilight – Biss zum Morgengrauen … als Mike Newton
- 2009: New Moon – Biss zur Mittagsstunde … als Mike Newton
- 2011: Breaking Dawn – Biss zum Ende der Nacht, Teil 1 … als Mike Newton

Nicholas Braun
- 2008–2010: 10 Dinge, die ich an dir hasse … als Cameron James
- 2009: Prinzessinnen Schutzprogramm … als Ed
- 2020: The Big Ugly … als Will

Skylar Astin
- 2012: Pitch Perfect … als Jesse Swanson
- 2015: Pitch Perfect 2 … als Jesse Swanson

### Filme
- 2000: Hilfe! Ich bin ein Fisch … als Fly
- 2001: Nicht noch ein Teenie-Film! – für Samm Levine … als Bruce
- 2002: City of God – für Daniel Zettel … als Tiago
- 2002: Ken Park – für Stephen Jasso … als Claude
- 2002: Austin Powers in Goldständer – für Aaron Himelstein … als junger Austin Powers
- 2004: King Arthur – für Lorenzo De Angelis … als Alecto
- 2005: Scream and Run – für Jilon Ghai … als Kevin
- 2006: Das Parfum – Die Geschichte eines Mörders – für Ramon Pujol … als Lucien
- 2006: Stormbreaker – für Alex Pettyfer … als Alex Rider
- 2009: Harry Potter und der Halbblutprinz – für Freddie Stroma … als Cormac McLaggen
- 2009: Ninja Assassin – für Yoon Sungwoong … als junger Raizo
- 2009: The Last House on the Left – für Spencer Treat Clark … als Justin
- 2010: Die Legende von Aang – für Jackson Rathbone … als Sokka
- 2013: Chroniken der Unterwelt – City of Bones – für Kevin Zegers … als Alec Lightwood
- 2013: Seelen – für Boyd Holbrook … als Kyle
- 2015: Tinkerbell und die Legende vom Nimmerbiest … als Scribble
- 2016: How to Be Single – für Anders Holm … als Tom
- 2017: Foxtrot – für Yonaton Shiray … als Jonathan
- 2018: The First Purge – für Y'lan Noel … als Dimitri
- 2020: Emma – für Josh O’Connor … als Mr. Elton

### Serien
- 1998–2010: Reich und Schön – für Drew Tyler Bell … als Thomas Hamilton Forrester
- seit 2001: Pokémon … als Stefan, Barry und diversen Nebenrollen
- 2002–2005: Beyblade … als Tyson Granger
- 2007: Durham County – Im Rausch der Gewalt – für Matthew Raudsepp … als Trey
- 2007: Di-Gata Defenders … als Seth
- 2007: Die Zukunft ist wild … als Luis
- 2008: Jericho – Der Anschlag – Erik Knudsen … als Dale Turner
- 2008–2010: Ben 10: Alien Force … als Ben Tennyson
- 2009: Drop Dead Diva – für Ben Feldman … als Fred
- 2009: Privileged – für Michael Cassidy … als Charlie Hogan
- 2009: Schatten der Leidenschaft – für Bryton McClure … als Devon Hamilton
- 2009–2010: Rahan … als Rahan
- 2010–2012: Ben 10: Ultimate Alien … als Ben Tennyson
- 2012: Seconde Chance – für Romain Deroo … als Lionel Montero
- 2012: Inazuma Eleven … als Nathan Swift
- 2012–2014: Ben 10: Omniverse … als Ben Tennyson
- 2012–2016: S3 – Stark, schnell, schlau – für Spencer Boldman … als Adam Davenport
- 2012–2019: Game of Thrones – für Alfie Allen … als Theon Graufreud
- 2012–2019: Elementary – für Jon Michael Hill … als Detective / Captain Marcus Bell
- 2013, 2016: Once Upon a Time – Es war einmal … – für Sinqua Walls … als Sir Lancelot
- 2013: Vampire Diaries – für Paul Telfer … als Alexander
- 2013–2014: Darknet – Nur ein Klick zum Horror – für Brett Ryan als Chris
- 2014: Eyewitness – Die Augenzeugen – für Axel Bøyum … als Philip
- 2014–2015: American Horror Story – für Finn Wittrock … als Dandy Mott, Tristan Duffy und Rudolph Valentino
- 2015–2021: Superstore – für Nico Santos … als Mateo
- 2017: American Gods – für Jonathan Tucker … als Low Key Lyesmith
- 2017–2018: Ninjago … als Samurai X 2.0 (Folgen 7.06–8.05)
- 2017–2020: Haikyu!! … als Tobio Kageyama
- 2017–2019: Mindhunter – für Jonathan Groff … als Holden Ford
- seit 2019: Dr. Stone … als Kinrou
- 2021: The Crew – für Freddie Stroma … als Jake Martin
- 2021–2023: Navy CIS: L.A. für Caleb Castille … als Devin Rountree
- 2024–2025: Cobra Kai für Patrick Luwis … als „Axel Kovačević“

## Trivia
- Er übernahm die Synchronisation von „Jeremy“ aus Phineas und Ferb, welcher vorher von seinem Bruder gesprochen wurde